# Langenbruck (Vilseck)
Langenbruck ist ein Gemeindeteil der Stadt Vilseck und eine Gemarkung im oberpfälzer Landkreis Amberg-Sulzbach in Bayern. Der Weiler liegt 4 km nordöstlich von Vilseck am Südrand des Truppenübungsplatzes Grafenwöhr.
Von 1818 bis 1971 gab es die Gemeinde Langenbruck zu der am Ende nur noch die Gemeindeteile Sorghof und Heringnohe gehörten, jedoch nicht mehr das heutige Langenbruck.

## Geschichte
Durch das zweite bayerische Gemeindeedikt, das erstmals die Selbstverwaltung der Gemeinden ermöglichte, wurde der Ort 1818 eine der über 8.500 bedingt eigenständigen politischen Gemeinden.
1838 wurde das Landgericht Vilseck gegründet, dem Langenbruck zusammen mit den Steuergemeinden Adlholz, Ehenfeld, Gebenbach, Gressenwöhr, Großschönbrunn, Hahnbach, Iber, Irlbach, Massenricht, Schalkenthan, Schlicht, Seugast, Sigl, Süß und Vilseck zugeordnet und aus dem Landgericht Amberg herausgelöst wurde.
Langenbruck zählte wie Hopfenohe, Haag und Pappenberg zu den größten und bedeutendsten Gemeinden des ab 1936 von der Erweiterung des Truppenübungsplatzes Grafenwöhr betroffenen Gebietes.
Der Gemeinderat von Langenbruck beschloss am 1. Februar 1971 bei seiner Sitzung in Sorghof die Eingliederung der Gemeinde in die Stadt Vilseck. Diese Eingemeindung wurde zum 1. April 1971 vollzogen.